# O auto da Compadecida
O auto da Compadecida es una película brasileña de comedia dramática lanzada en 2000. Dirigido por Guel Arraes y con guion de Adriana Falcão, João Falcão y del propio director, la película es basada en la pieza teatral Auto da Compadecida de 1955 escrita por Ariano Suassuna, con elementos del O Santo e a Porca y Torturas de um Coração, ambas del mismo autor, e influencias del clásico de Giovanni Boccaccio, Decameron. Durante el gran Premio Cine Brasil, evento creado por el Ministerio de Cultura, la película recibió los premios de mejor director, mejor guion, mejor lanzamiento y mejor actor. Es la película brasileña de mayor taquilla de 2000, siendo visto por más de dos millones de espectadores.
Las grabaciones de la obra fueron hechas en 1999, en la ciudad de Cabaceiras, interior del estado de Paraíba, un escenario de varias otras películas brasileñas, con asociación de producción entre la Globo Filmes y la Lereby Produções. Estrenó en 15 de septiembre de 2000 en Brasil, y fue exhibido en otros países en eventos de cine y en mídia para distribución. En Estados Unidos, la película fue renombrada como A Dog's Will ("Testamento de un perro"). Fue recibido con críticas positivas en la mayoría de los países de Sudamérica.
La película es una adaptación de formato de la miniserie de mismo nombre lanzada en 1999.

## Trama
La trama de la película trata de las aventuras del inteligente João Grilo (Matheus Nachtergaele) y Chicó (Selton Mello) como el más cobarde de los hombres. Ambos luchan por el alimento de cada día en una representación contundente de la vida de los pobres en la caatinga del noreste de Brasil a principios de los años 1930.

## Spoiler
Chicó y João Grilo viven cerca de la ciudad de Taperoá en Paraíba y consiguen un empleo en la panadería de la ciudad, donde viven el panadero Eurico y su esposa Dora, quien siempre adultera. Los patrones (Eurico y Dora) cuidan mejor de su perra que de sus empleados, ofreciendo comida en mal estado para Chicó y João Grilo y filete con manteca para la perra, causando constantes reclamaciones por parte de João.
Cuando la perra muere, Dora exige que João Grilo y Chicó piden al sacerdote de la ciudad para hacer la bendición de la perra antes del entierro. El sacerdote no está de acuerdo y João Grilo, experto en la astucia, alega que la cachorra es del temido Mayor Antônio Moráis y, entonces, el sacerdote acepta; para conseguir que el sacerdote realizara el entierro en latín, João Grilo también dice que la perrita era una cristiana devota y que había dejado en testamento mil réis para la iglesia. El sacerdote finalmente realiza el entierro para la perra y cuando todos vuelven a la iglesia encuentran el obispo contrariado que inmediatamente queda asombrado al saber que la perrita ha dejado setecientos réis para la parroquia, o sea, bajo su responsabilidad y trescientos réis para la iglesia. Y todos terminan satisfechos gracias a las mentiras de João Grilo.
Chicó se enamora de la hija de Mayor Antônio Morais, Rosinha, y junto a João Grilo crean un plan para conseguir la autorización del mayor para Chicó casarse con ella, al mismo tiempo que concurren con el matón de la ciudad y un cabo. 
La ciudad es atacada por una horda de cangaceiros. João Grilo y Chicó son atrapados por Severino, el líder de los cangaceiros, junto con uno de ellos apodado Cabra. João pretende engañar a Severino con una gaita que, según él, al tocarla el muerto vuelve a la vida. Junto con Chicó, realiza una dramatización para engañar a Severino, y él pide probar lo mismo ordenando a Cabra que lo mate para verificar si era verdad. Severino muere y João escapa robando su dinero, acompañado de Chicó. Sin embargo, Cabra los acorrala en la parroquia y mata de un disparo a João, cayendo en manos de su amigo Chicó.
La siguiente escena es sobre el tránsito de las almas, y usa la parroquia como escena del juicio final. Se presentan el Diablo y Jesucristo para establecer el juicio, siendo muchas almas condenadas al infierno, excepto João Grilo, Dora, Eurico, el obispo, el padre y Severino. El Diablo acusa a todos ellos para desear que sean enviados al infierno, pero João Grilo invoca a la Señora de "Compadecida" (en el ideario católico, una especie de parodia de la Señora de Aparecida del Brasil) y ella intercede por João y sus acompañantes ante Jesucristo. A João se le devuelve a la vida en la tierra y los demás, que murieron en el asedio de los cangaceiros, se les envió al purgatorio.
La parte final trata del regreso a la vida de João Grilo, quien estuvo a punto de ser sepultado por Chicó. Regresan a la aldea y van a la casa del mayor Morais, y arman una última treta para el matrimonio entre Chicó y Rosinha. Logran su cometido y los tres salen felices al campo, finalizando la película con João tocando la gaita y la pareja recién casada danzando al son de la música.

## Elenco
- Matheus Nachtergaele como João Grilo.
- Selton Mello como Chicó.
- Rogério Cardoso como Sacerdote João.
- Lima Duarte como Obispo.
- Denise Fraga como Dora.
- Diogo Vilela como Eurico, el panadero.
- Paulo Goulart como Mayor Antônio Morais.
- Virgínia Cavendish como Rosinha.
- Aramis Trindade como Cabo 70.
- Marco Nanini como "Capitán" Severino de Aracaju.
- Maurício Gonçalves como Jesús Cristo ("Emanuel").
- Fernanda Montenegro como Nuestra Señora da "Compadecida".
- Luís Melo como el Diablo.
- Bruno Garcia como Vincentão, el matón.
- Enrique Diaz como el Cangaceiro "Cabra".